# Keith Remfry
Keith Remfry (17 novembre 1947 – 16 settembre 2015) è stato un judoka britannico.

## Palmarès
- Giochi olimpici

Montreal 1976: argento nell'Open.
- Mondiali

Ludwigshafen 1971: bronzo nei pesi massimi.
Losanna 1973: bronzo nei pesi massimi.
- Europei

Madrid 1973: bronzo nei pesi massimi.